# فرودگاه شهرستان وود (اوهایو)
فرودگاه وود کانتی (اوهایو) (به انگلیسی: Wood County Airport (Ohio))  یک فرودگاه همگانی باربری  است که یک باند فرود آسفالت دارد و طول باند آن ۱۲۸۰ متر است. این فرودگاه در  کشور ایالات متحده آمریکا قرار دارد و در ارتفاع ۲۰۵ متری از سطح دریا واقع شده است.